# И дольше века длится день
«И дольше века длится день» — первый роман Чингиза Айтматова. Опубликован в 1980 году в журнале «Новый мир». Позже издавался под названием «Буранный полустанок». В 1990 году в журнале «Знамя» вышла «повесть к роману» «Белое облако Чингисхана», впоследствии вошедшая в состав романа.
Прообразом Буранного полустанка является железнодорожная станция Торетам около космодрома Байконур, названная в честь похороненного вблизи неё (на окраине современного города Байконур) шейха Торе-Баба, представителя рода торе (потомки чингизидов).
В название романа вынесена строка из последней строфы стихотворения Бориса Пастернака 1959 года «Единственные дни» (И полусонным стрелкам лень // Ворочаться на циферблате, // И дольше века длится день, // И не кончается объятье.)

## Сюжет
Поезда в этих краях шли с востока на запад и с запада на восток. А по сторонам от железной дороги в этих краях лежали великие пустынные пространства — Сары-Озеки, Серединные земли жёлтых степей. В этих краях любые расстояния измерялись применительно к железной дороге, как от Гринвичского меридиана.
А поезда шли с востока на запад и с запада на восток…

Начинается роман с описания лисицы, следующей по железнодорожным путям: 
С наступлением ночи лисица вышла из овражка. Выждала, вслушиваясь, и потрусила к железнодорожной насыпи, бесшумно перебегая то на одну, то на другую сторону путей. Здесь она выискивала объедки, выброшенные пассажирами из окон вагонов. Долго ей пришлось бежать вдоль откосов, обнюхивая всяческие предметы, дразнящие и отвратительно пахнущие, пока не наткнулась на что-то мало-мальски пригодное. Весь путь следования поездов был засорен обрывками бумаги и скомканных газет, битыми бутылками, окурками, искорёженными консервными банками и прочим бесполезным мусором. Особенно зловонным был дух из горлышек уцелевших бутылок — разило дурманом. После того как раза два закружилась голова, лисица уже избегала вдыхать в себя спиртной воздух.
Фыркала, отскакивала сразу в сторону.
Далее пожилая женщина бежит сказать о смерти человека, известного всему селу (Казангапа), друга главного героя — Буранного Едигея. Устраиваются похороны, но прибыв на кладбище, семья и односельчане узнают, что его нет — там построен космодром, запуск с которого навсегда окутает Землю занавесом (операция «Обруч»).
Г. Гачев пишет о том, что в романе фактически два героя — Буранный Едигей и Каранар, воспитанный им верблюд: 
Между Человеком и верблюдом, объединяя их в природно-родовое миропонимание, — пласт мифов: то ли древних, то ли восхитительно сочинённых писателем-мифотворцем. Это предания: о кладбище Ана-Бейит (Материнский упокой), о том, как жестокие жуаньжуане учиняли пленникам операцию по удалению памяти и превращали в рабов-манкуртов, как Найман-Эне на белой верблюдице Акмае пыталась воскресить память сына-манкурта, и как тот убил мать…

Важным является и место, где живут герои романа — Сары-Озеки — бесплодная пустыня, поэтому героям терять уже нечего: 
Едигей начальника нарочно называл на «ты», чтобы тот понял, что Едигею нечего лебезить и бояться, дальше сарозеков гнать его некуда

Трагически в романе описывается судьба учителя Абуталипа, который после трудовых дней на полустанке пишет детям свой завет: «не на продажу, не для тщеславия, а как исповедь для души», чтобы написать пережитое, переосмыслить его, оставить своим детям как наставление и память. Позже он был арестован по ложному доносу и покончил с собой, чтобы избежать преследования своей семьи, как выяснит Буранный Едигей:
 — Гад такой, сволочь, выкрутился (Абуталип бросился под поезд) — выругался он (Тансыкбаев — один из авторов клеветнического доноса, у Ч. Айтматова — персонификация манкурта). — Всё дело сорвал! А? Надо же! Ушёл ведь, ушёл! — и отчаянно налил себе стакан водки

## Сказания о манкуртах
Одним из основных моментов романа является история о манкуртах. Впервые читатель сталкивается с ним во время похорон Казангапа:
 У кладбища Ана-Бейит была своя история. Предание начиналось с того, что жуаньжуаны, захватившие сарозеки в прошлые века, исключительно жестоко обращались с пленными воинами…Чудовищная участь ждала тех, кого жуаньжуаны оставляли у себя в рабстве. Они уничтожали память раба страшной пыткой — надеванием на голову жертвы шири
Автор пишет, что намного легче уничтожить человека, чем удалить его память и разум, «вырвать корни того, что остаётся с человеком до его последнего вздоха, оставаясь его единственным обретением, уходящим вместе с ним и не доступным для других». Жуаньжуане придумали самый варварский способ — отнимать живую память Человека, что, по мнению Ч. Айтматова, самое «тяжкое из всех мыслимых и немыслимых злодеяний».
Само название кладбища символично — «Ана Бейит» — Материнский упокой. Случайно купцы и погонщики стада встретили одного из манкуртов, среди них оказалась и его мать — Найман-Ана, которая не знала покоя после этой встречи, старалась разыскать пастуха-манкурта. Разыскав его, она каждый раз спрашивала сына об отце, откуда он родом, но тот молчал.

Особый смысл имеют слова, сказанные ею в отчаянии (во многом тут проявилась и позиция писателя): 
Можно отнять землю, можно отнять богатство, можно отнять и жизнь, но кто придумал, кто смеет покушаться на память человека?! О Господи, если ты есть, как внушил ты такое людям? Разве мало зла на земле и без этого?
Сын не вспомнил её… спросив у хозяев, получил ответ, что у него нет матери… ему были вручены лук и стрелы, которыми он убивает свою мать.
Рассказ о манкуртах имеет важное значение для всего романа. К ним относится семья Тансыкбаевых, которые желанием выделиться нарушили все человеческие нормы и мораль. Для того, чтобы узнать о судьбе Абуталипа, Буранный Едигей едет в Алма-Ату, где через русского учёного находит хоть какую-то правду — именно человечность является главным в романе, не родство и национальные признаки.
Даже окончание романа связано с этой темой — прибыв на кладбище, персонажи видят кордон, где главным является лейтенант Тансыкбаев (однофамилец). Неслучайно приводится история на посту, где служит солдат из Вологды, который с должным уважением обращается с прибывшими на похороны людьми, чувствуя себя неловко. Это важно, когда на пост приходит лейтенант Тансыкбаев, который обращается нарочито невежливо, именует Буранного Едигея и других «посторонними» и принципиально отказывается говорить с ними на родном языке, мотивируя это тем, что находится при исполнении служебных обязанностей и должен говорить только по-русски.

Долго думая над словами сына покойного Казангапа — Сабитжана, о его идее о радиоуправляемых людях, о том, что образование делает человека Человеком, всё больше Едигей приходит к выводу, что «может быть его и обучали для того, чтобы он оказался таким, каким оказался… что если им самим уже управляют по радио?», он произносит: 
Манкурт ты, самый настоящий манкурт!

## Историческая ценность романа
Ещё до выхода романа «И дольше века длится день» («Буранный полустанок») Ч. Айтматов пользовался популярностью как у советских читателей, так и за рубежом. Г. Гачев пишет: 
Что ж: один общий день длится больше века и веков — от Чингисхана до Чингиза-поэта. Непрекращающаяся брань между силами Добра и Зла. Выбирай сторону, человече! и вот творчество Чингиза Айтматова помогает нам, вооружает выбрать Благо: его и подвиг, и труд — и красоту и счастье.
Автор снова возвращает нас к легенде о «Сарыозекской казни», чтобы, протеревши глаза от слёз нового времени, прозреть необратимость истин бытия любою злою силой, пусть и овеянной ореолом неподвластности и непобедимости.
В 2013 году Министерство образования и науки РФ включило роман «И дольше века длится день» в список «100 книг для школьников».

## Издания
- Айтматов Ч. Т. И дольше века длится день. — СПб.: Азбука-классика, 2004.
- Айтматов Ч. Т. «И дольше века длится день» («Белое облако Чингизхана»), Роман; «Лицом к лицу», Повесть. — Бишкек: Главная редакция Кыргызской Советской Энциклопедии, 1991.

## Экранизации
- 1990 — «Манкурт», режиссёр Ходжакули Нарлиев.
- 2004 — «Плач матери о манкурте», режиссёр Бакыт Карагулов.

## Театральные постановки

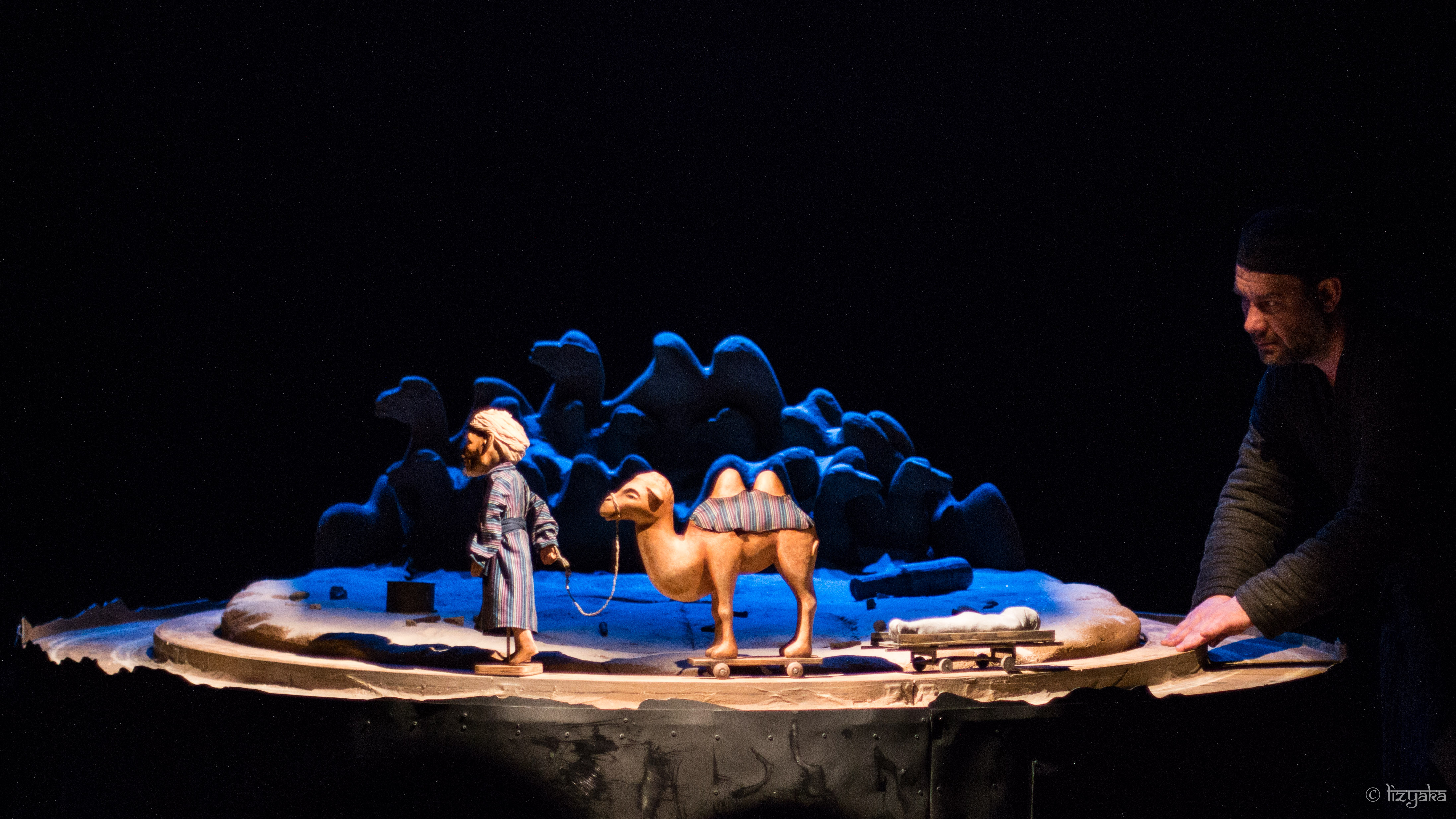
Спектакль с куклами по роману Айтматова «И дольше века длится день»

- «И дольше века длится день…» (спектакль ТГАТ им. Г. Камала)
- «И дольше века длится день…» (Спектакль Тульского Народного театра «Диалог» под рук. З. В. Григорьевой)
- «Плач степей» (Спектакль Самаркандского Областного русского театра драмы им. А.П.Чехова г. Самарканд под рук. А. Ниязова)